# Адомайтис, Регимантас
Реги́мантас Ва́йтекович Адома́йтис (лит. Regimantas Adomaitis; 31 января 1937, Шяуляй — 20 июня 2022, Вильнюс) — советский и литовский актёр театра и кино. Народный артист Литовской ССР (1979). Народный артист СССР (1985). Лауреат Национальной премии ГДР (1981), Государственной премии Литовской ССР (1982) и Национальной премии Литвы по культуре и искусству (2014).

## Биография
Регимантас Адомайтис родился 31 января 1937 года (по другим источникам — 31 марта) в Шяуляе в семье инженера.
В детстве жил в селе Шимоняй Паневежского уезда (ныне в Пасвальском районе), учился в начальной школе в Мигоняе. Позже семья жила в Пасвалисе. Окончил Пасвалисскую среднюю школу с серебряной медалью.
В 1954 году поступил на физико-математический факультет Вильнюсского университета и в 1959 году окончил обучение, но уже с 1958 года начал учиться на актёрском факультете Вильнюсской консерватории (ныне Литовская академия музыки и театра). В 1962 году получил диплом актёра.
В 1962—1963 годах — актёр Драматического театра Капсукаса. В 1963—1967 годах — в труппе Каунасского драматического театра.
С 1967 года — актёр Литовского государственного академического театра драмы (Вильнюс).
Играл в других театрах, в том числе Вильнюсский малый театр, Русский драматический театр Литвы (Вильнюс), Балтийский дом (Санкт-Петербург), Творческое объединение «ДУЭТ» (Москва).
В 1988 году входил в Инициативную группу Литовского движения за перестройку (Саюдис). Народный депутат СССР (1989—1991).
В последние годы жизни тяжело болел, скончался 20 июня 2022 года на 86-м году жизни. Президент Литвы Гитанас Науседа выразил соболезнования в связи с кончиной известного актёра. После кремации 23 июня его прах был захоронен рядом с могилой супруги на Антакальнисском кладбище Вильнюса.

## Семья
- Отец — Вайтекус Адомайтис (1898 — ?).
- Мать — Котрина Адомайтене (1905 — ?).
- Супруга — Эугения Байорите (1941—2011), певица Литовской филармонии, киноактриса.
  - Дети — Витаутас (род. 1972); Гядиминас (род. 1977), актёр, живёт и работает в Лондоне (Великобритания); Миндаугас (род. 1980).

## Награды и звания
- Заслуженный артист Литовской ССР (1973)
- Народный артист Литовской ССР (1979)
- Народный артист СССР (1985)
- Государственная премия Литовской ССР (1982)
- Национальная премия Литвы по культуре и искусству (2014)[3]
- Национальная премия ГДР (1981) (фильм «Невеста»)

- Командорский крест ордена Великого князя Литовского Гядиминаса (1997)[6][7]
- Большой командорский крест ордена «За заслуги перед Литвой» (2012)[8]
- Орден «За заслуги» III степени (Украина, 1998) — за весомый личный вклад в развитие украинско-литовского сотрудничества[9]
- Медаль Независимости Литвы (2000)[10]
- Памятный знак за личный вклад в развитие трансатлантических отношений Литвы и по случаю приглашения Литовской Республики в НАТО (2003)[11]
- Медаль по случаю двадцатой годовщины восстановления независимости Литвы (2010)[12]
- Почётный знак Министерства культуры Литвы «Неси свой свет и верь» (2012) — за идеи и инициативы в области культуры
- Кинофестиваль республик Прибалтики, Белоруссии и Молдавии (Премия за лучшую мужскую роль, фильм «Игра первая» (в к/а «Игры взрослых людей»), Рига, 1968)
- Кинофестиваль республик Прибалтики, Белоруссии и Молдавии (Премия за лучшую мужскую роль, фильм «Игра вторая» (в к/а «Игры взрослых людей»), Рига, 1968)
- Кинофестиваль республик Прибалтики, Белоруссии и Молдавии (Премия за лучшую мужскую роль, фильм «Сергей Лазо», Рига, 1968)
- Международная премия «Балтийская звезда» (2017, Россия)

## Творчество

### Роли в театре
Каунасский государственный драматический театр (1963-2008)
- 1963 — «Перед ужином» В. Розова — Гриша
- 1963 — «Солнце и столб» К. Сая — Жигус
- 1964 — «Дама с камелиями» А. Дюма (сын) — Арманд
- 1964 — «Король Лир» У. Шекспира — герцог Альбанский
- 1965 — «Студенческая новелла» Р. Самулявичюс — Йонас
- 1965 — «Называй меня матерью» Д. Урневичюте — Аугустас
- 1966 — «Униженные и оскорблённые» по Ф. Достоевскому — Алёша
- 1966 — «Мыши и люди» Дж. Стейнбека — Джордж
- 1967 — «Жемайте» К. Инчюра — Вишинскис
- 1968 — «Отшельники Альтоны» Ж.-П. Сартра — Франц[13]

Национальный драматический театр Литвы
- 1969, 1994 — «Миндаугас» Ю. Марцинкявичюса — Миндаугас
- 1970 — «Цена» А. Миллера — Вольтер
- 1973 — «Средство Макропулоса» К. Чапека — Грегор
- 1974 — «Играем Стринберга» Ф. Дюрренматта — Эдгар
- 1974 — «Восхождение на Фудзияму» Ч. Айтматова и К. Мухамеджанова — Исабек
- 1978 — «Мажвидас» Ю. Марцинкявичюса — Мажвидас
- 1979 — «Казимерас Сапега» Б. Сруога — Собескис
- 1980 — «Остров нищих» К. Сая — Густав Шаузели
- 1981 — «Йун Габриэль Боркман» Г. Ибсена — Боркман
- 1982 — «Наедине со всеми» А. Гельмана — Андрей Голубев
- 1983 — «Калигула» А. Камю — Калигула
- 1983 — «Под летним небом» В. Бубниса — Марчюс
- 1984 — «Крест Утёнка» П. Трейниса — Утёнок
- 1984 — «Мольер» М. Булгакова — Людвиг Великий
- 1987 — «Скиргайла» В. Креве — Скиргайла
- 1989 — «Эмигранты» С. Мрожека — АА
- 1990 — «Прогулка в лесу» Л. Блессинга — Ханименас
- 1996 — «Костюмер» А. Гарвуда — Сера
- 1998 — «Vėpla» Ф. Вебера — Франсуа
- 1999 — «Встреча» П. Барца — Гендель
- 2002 — «Царь Эдип» Софокла — Предсказатель
- 2006 — «Дети одного отца» Ю. Глинскиса — Telesporas Žemgirdas
- 2008 — «Паб» братьев Пресняковых — Джордж Буш-мл.
- «Ричард III» У. Шекспира — король
- «Затонувшее лето» по М. Катилишкису — Сточкус
- «Пигмалион» Б. Шоу — Хиггинс

Вильнюсский малый театр
- «Последние луны» Ф. Бордона — пожилой профессор

Русский драматический театр Литвы
- «Маскарад» М. Лермонтова — Казарин
- «Дядя Ваня» А. Чехова — Серебряков

Балтийский дом
- «Чайка» А. П. Чехова

### Фильмография
- 1963 — Хроника одного дня — пилот
- 1965 — Никто не хотел умирать — сын Донатас (дублирует Эммануил Шварцберг)
- 1966 — Восточный коридор — Иван Лобач (озвучивание: Пётр Глебов)
- 1967 — Игры взрослых людей (киноальманах) — Бронюс
- 1967 — Сергей Лазо — Сергей Лазо
- 1968 — Чувства — Каспарас
- 1970 — Король Лир — Эдмонд
- 1970 — Мужское лето — Аугустинас, сельский учитель
- 1970 — Вся правда о Колумбе — тюремный врач
- 1971 — Камень на камень — граф
- 1972 — Это сладкое слово — свобода! — Франсиско «Панчо» Вардес
- 1973 — Вольц — жизнь и преображение одного немецкого анархиста — Игнац Вольц
- 1974 — Чёртова невеста — Гирдвайнис
- 1974 — Авария — Альфредо Трапс (озвучивал Вячеслав Шалевич)
- 1974 — Садуто-туто — Повилас, художник
- 1975 — Один на один — Роберт Ниман
- 1976 — Потерянный кров — Адомас Вайнорас
- 1977 — Юлия Вревская — Василий Верещагин
- 1977 — Враги — Яков Бардин
- 1978 — Кентавры — Орландо, директор бюро расследований (озвучил Вячеслав Шалевич)
- 1979 — Лицо на мишени — Хорн Фишер, дипломат (озвучание — Рудольф Панков)
- 1979 — Полоска нескошенных диких цветов — директор спецшколы / дядя Ваня
- 1979 — Жизнь прекрасна — следователь (озвучивает Вадим Спиридонов)
- 1980 — Факт — Буцкус
- 1980 — Из жизни отдыхающих — Алексей Сергеевич Павлищев (озвучивает Николай Губенко)
- 1980 — Невеста — Герман Раймерс
- 1981 — Американская трагедия — Орвил Мейсон, прокурор
- 1981 — Медовый месяц в Америке — Дейвид
- 1982 — Извините, пожалуйста — Ачас
- 1982 — Богач, бедняк… — Теодор Бойлан
- 1982 — Трест, который лопнул — Энди Таккер (озвучивает Александр Демьяненко, поёт Павел Смеян)
- 1983 — Зелёный фургон — преступник «Червень» (Александр Дмитриевич Ермаков), бывший адвокат (озвучивает Алексей Золотницкий)
- 1983 — Мираж — Фрэнк Морган (дублирует Феликс Яворский)
- 1983 — Полёт через Атлантический океан — Дьедоне
- 1984 — …И прекрасный миг победы — тренер Самойлов
- 1984 — Идущий следом
- 1984 — Свадьба в лесу — Феликсас
- 1985 — Матвеева радость — мастер Тектон
- 1986 — Досье человека в «Мерседесе» — Ингмар Росс, сотрудник немецкого посольства, агент иностранной разведки
- 1986 — Карусель на базарной площади — Алексей Пряхин
- 1986 — Игра хамелеона — Робер
- 1986 — Следы оборотня — Эдуард Вергар, фотокорреспондент
- 1989 — Трудно быть богом — дон Кондор (Александр Вейланд)
- 1990 — Айтварас (к/м)
- 1992 — Градус чёрной луны — доктор Гематос
- 1993 — Способ убийства — Пит Баренс
- 1993 — Ангелы смерти — Йохан фон Шрёдер, Олимпийский чемпион по стрельбе
- 1993 — Ты есть… — Вершинин, поклонник Анны
- 1993 — Раскол — Георгий Плеханов
- 1993 — Старые боги
- 1995 — Будем жить — дежурный
- 1995 — Волчья кровь — Спиридон Иванович Серков, полковник Русской армии, отец атамана Серкова (прототип С. И. Растеряев)
- 1995 — Пейзаж с тремя купальщицами — А.С.
- 1996 — Анна
- 1996 — Мужчина для молодой женщины — Олег
- 1998 — 2000 — Поросль — Людас Баронас
- 1999 — Мужчины (короткометражный)
- 2001 — 2010 — Ул. Гедиминаса 11 — Ауримас Аутарна
- 2002 — На пороге (короткометражный) —
- 2003 — Воскресенье как оно есть (короткометражный)
- 2004 — Московская сага — Рестон, журналист
- 2004 — Ключи от бездны — Мартинсон
- 2004 — Свои и чужие
- 2004 — Человек-амфибия — Сальватор
- 2005 — Персона нон грата — Профессор
- 2007 — Третье небо — Хозяин
- 2008 — Женщины лгут лучше — Ричардас
- 2008 — Ледяной поцелуй — Валерий Касоль
- 2010 — Круги на воде — Гримальди
- 2011 — Вкус граната (телесериал) — Анвар
- 2012 — Единственный мой грех (телесериал) — хозяин галереи
- 2013 — Берега моей мечты — Джон Маклоу
- 2013 — Пятая стража (телесериал) — граф Дракула
- 2014 — Сад Эдема
- 2018 — 2020 — Ничто не случается дважды — муж Лидии
- 2019 — Антон — Антон взрослый
- 2020 — Агеев — отец Агеева

#### Телеспектакли
- 1997 — Маскарад (фильм-спектакль) — Казарин

#### Участие в фильмах
- 1980 — Корабль надежд (документальный)
- 2007 — Литовская Голгофа. 1944—1953 гг. (документальный)
- 2009 — Никто не хотел забывать. Будрайтис, Банионис и другие (документальный)
- 2012 — Своя дорога (Литва, документальный)
- 2014 — Донатас Банионис. Я остался совсем один (документальный)
- 2014 — Донатас Банионис. Бархатный сезон (документальный)